# Oberea shimomurai
Oberea shimomurai là một loài bọ cánh cứng trong họ Cerambycidae.